# L'Étrangleur (film, 1972)
Pour les articles homonymes, voir L'Étrangleur.
Pour plus de détails, voir Fiche technique et Distribution.
L'Étrangleur est un film français réalisé par Paul Vecchiali en 1970 et sorti en 1972.

## Synopsis
Émile reproduit  le meurtre auquel il avait assisté étant enfant : un étrangleur à l’écharpe blanche. Il est ainsi l'auteur de 5 crimes gratuits perpétrés à l’encontre de femmes désespérées. Simon, policier aux méthodes originales, cherche à le rencontrer par le biais d'appels télévisés et radiodiffusés.

## Fiche technique
- Titre : L'Étrangleur

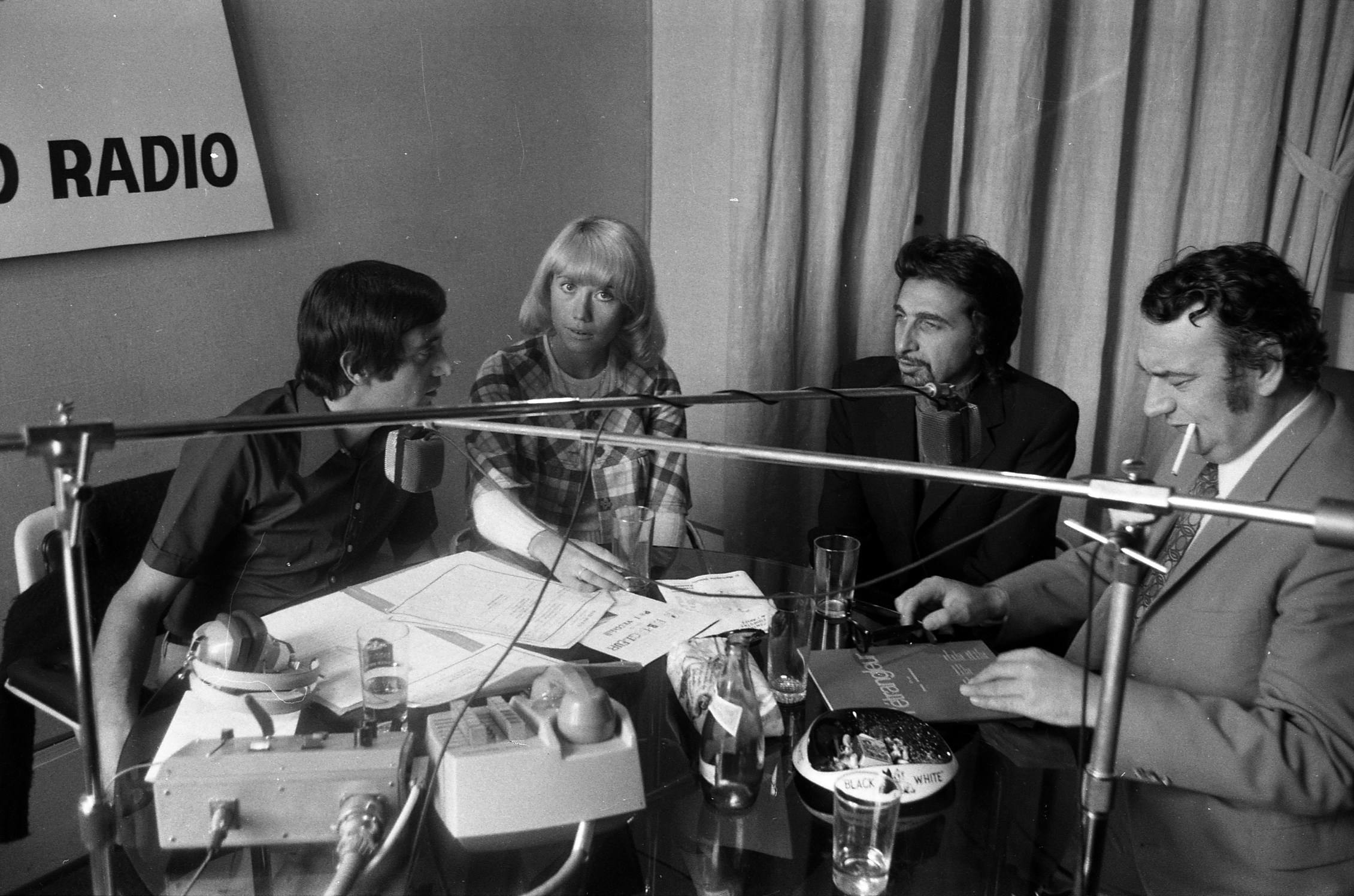
Julien Guiomar aux côtés de Paul Vecchiali et Claude Manlay dans une émission de Sud Radio lors de la sortie du film en 1972.

- Réalisation, scénario, dialogues : Paul Vecchiali
- Assistant Réalisateur : Jean-Claude Guiguet
- Photographie : Georges Strouvé
- Musique : Roland Vincent
- Son : Henri Moline
- Montage : Françoise Merville
- Production : Unité Trois - Reggane Films - Marianne Productions
- Format image : 35 mm - 1,66:1  - son mono
- Langue : français
- Genre : policier et drame
- Durée : 91 minutes
- Tournage : 3 août au 5 septembre 1970
- Date de sortie :
  - France : 13 septembre 1972

## Distribution
- Jacques Perrin : Émile, l'étrangleur
- Julien Guiomar : l'inspecteur Simon Dancrey
- Paul Barge : Le Chacal
- Eva Simonet : Anna
- Nicole Courcel : Claire, la prostituée
- Jacqueline Danno : Monique, la chanteuse du bastringue
- Paulette Annen aka Paule Annen : Mme Elisabeth
- Liza Braconnier : une cliente du bistrot
- Katia Cavagnac : Florence, la danseuse
- Henri Courseaux : un client du bistrot
- Jean-Pierre D'Artois
- Jean-Michel Dhermay : le type poignardé
- Germaine de France : la vieille dame
- Marcel Gassouk : l'homme du couple
- Sophie de Gunzburg : La Fougnette
- Jean-Pierre Miquel : le commissaire
- Muni : la femme du couple
- Hugues Quester
- Sonia Saviange : la femme en soie
- Hélène Surgère : Hélène, l'actrice
- Andrée Tainsy : Mme Jeanne, la patronne de la buvette
- Jean-Claude Guiguet : le jeune homme outré
- Colette Allègre
- André Cassan : Le témoin
- Sandra Julien : la fille violée
- Nelly Pescher
- Le chien Harko

## Distinctions
Le film a été présenté à la Quinzaine des réalisateurs, en sélection parallèle du festival de Cannes 1970.